# Sabbat des sorcières (Ellezelles)
 (mai 2025).
La mise en forme du texte ne suit pas les recommandations de Wikipédia : il faut le « wikifier ».
Les points d'amélioration suivants sont les cas les plus fréquents. Le détail des points à revoir est peut-être précisé sur la page de discussion.
- Les titres sont pré-formatés par le logiciel. Ils ne sont ni en capitales, ni en gras.
- Le texte ne doit pas être écrit en capitales (les noms de famille non plus), ni en gras, ni en italique, ni en « petit »…
- Le gras n'est utilisé que pour surligner le titre de l'article dans l'introduction, une seule fois.
- L'italique est rarement utilisé : mots en langue étrangère, titres d'œuvres, noms de bateaux, etc.
- Les citations ne sont pas en italique mais en corps de texte normal. Elles sont entourées par des guillemets français : « et ».
- Les listes à puces sont à éviter, des paragraphes rédigés étant largement préférés. Les tableaux sont à réserver à la présentation de données structurées (résultats, etc.).
- Les appels de note de bas de page (petits chiffres en exposant, introduits par l'outil «  Source ») sont à placer entre la fin de phrase et le point final[comme ça].
- Les liens internes (vers d'autres articles de Wikipédia) sont à choisir avec parcimonie. Créez des liens vers des articles approfondissant le sujet. Les termes génériques sans rapport avec le sujet sont à éviter, ainsi que les répétitions de liens vers un même terme.
- Les liens externes sont à placer uniquement dans une section « Liens externes », à la fin de l'article. Ces liens sont à choisir avec parcimonie suivant les règles définies. Si un lien sert de source à l'article, son insertion dans le texte est à faire par les notes de bas de page.
- La présentation des références doit suivre les conventions bibliographiques. Il est recommandé d'utiliser les modèles {{Ouvrage}}, {{Chapitre}}, {{Article}}, {{Lien web}} et/ou {{Bibliographie}}. Le mode d'édition visuel peut mettre en forme automatiquement les références.
- Insérer une infobox (cadre d'informations à droite) n'est pas obligatoire pour parachever la mise en page.

Pour une aide détaillée, merci de consulter Aide:Wikification.
Si vous pensez que ces points ont été résolus, vous pouvez retirer ce bandeau et améliorer la mise en forme d'un autre article.

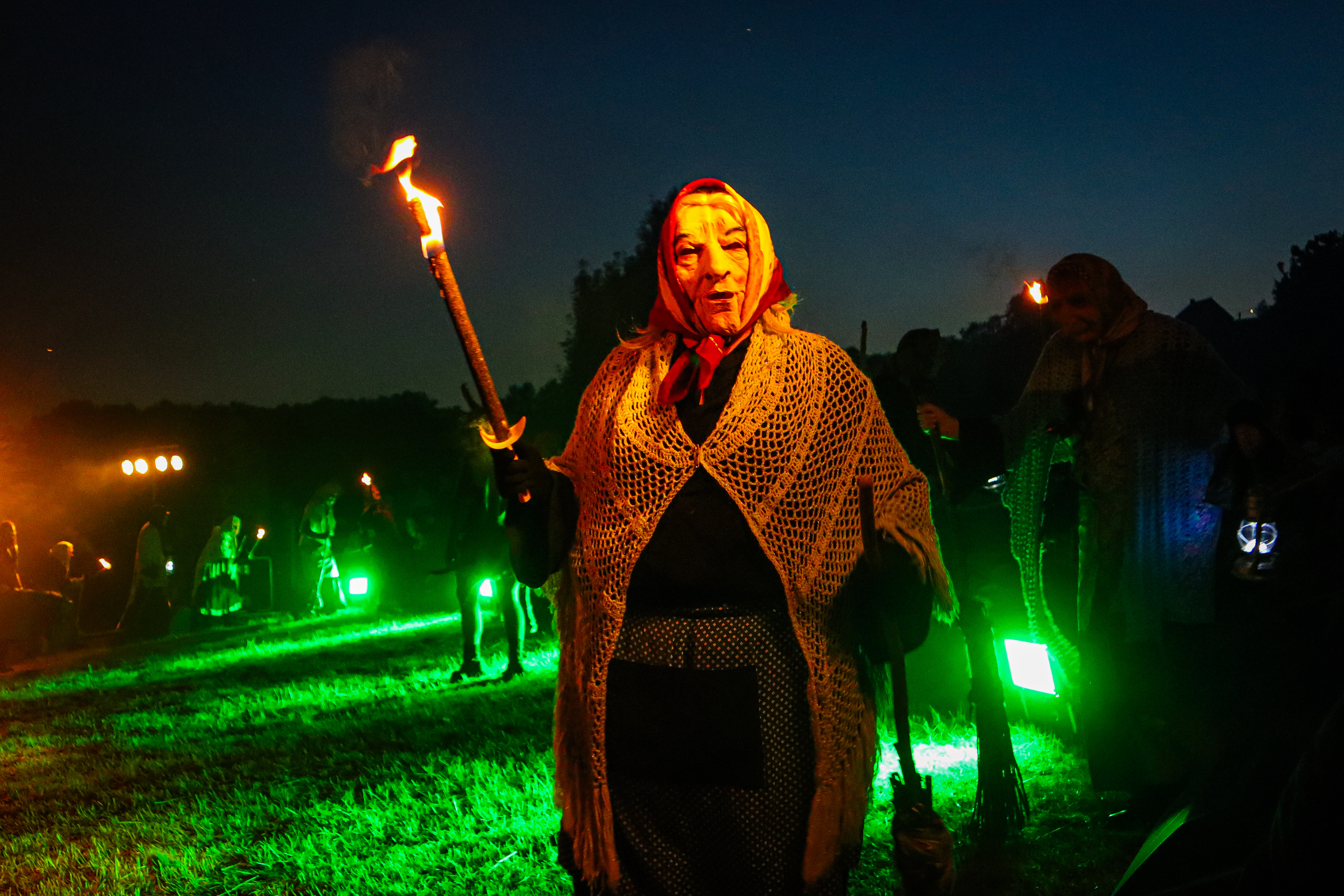
Sorcière du Sabbat d'Ellezelles en 2023

Le Sabbat des Sorcières d’Ellezelles est une manifestation folklorique et fantastique organisée chaque dernier samedi du mois de juin dans le village hennuyer d’Ellezelles, en Wallonie, en Belgique. Elle a été fondée en 1972 et met en avant le passé historique de la localité en célébrant et réhabilitant les femmes présumées sorcières autrefois exécutée par l’Inquisition religieuse. 

## Histoire

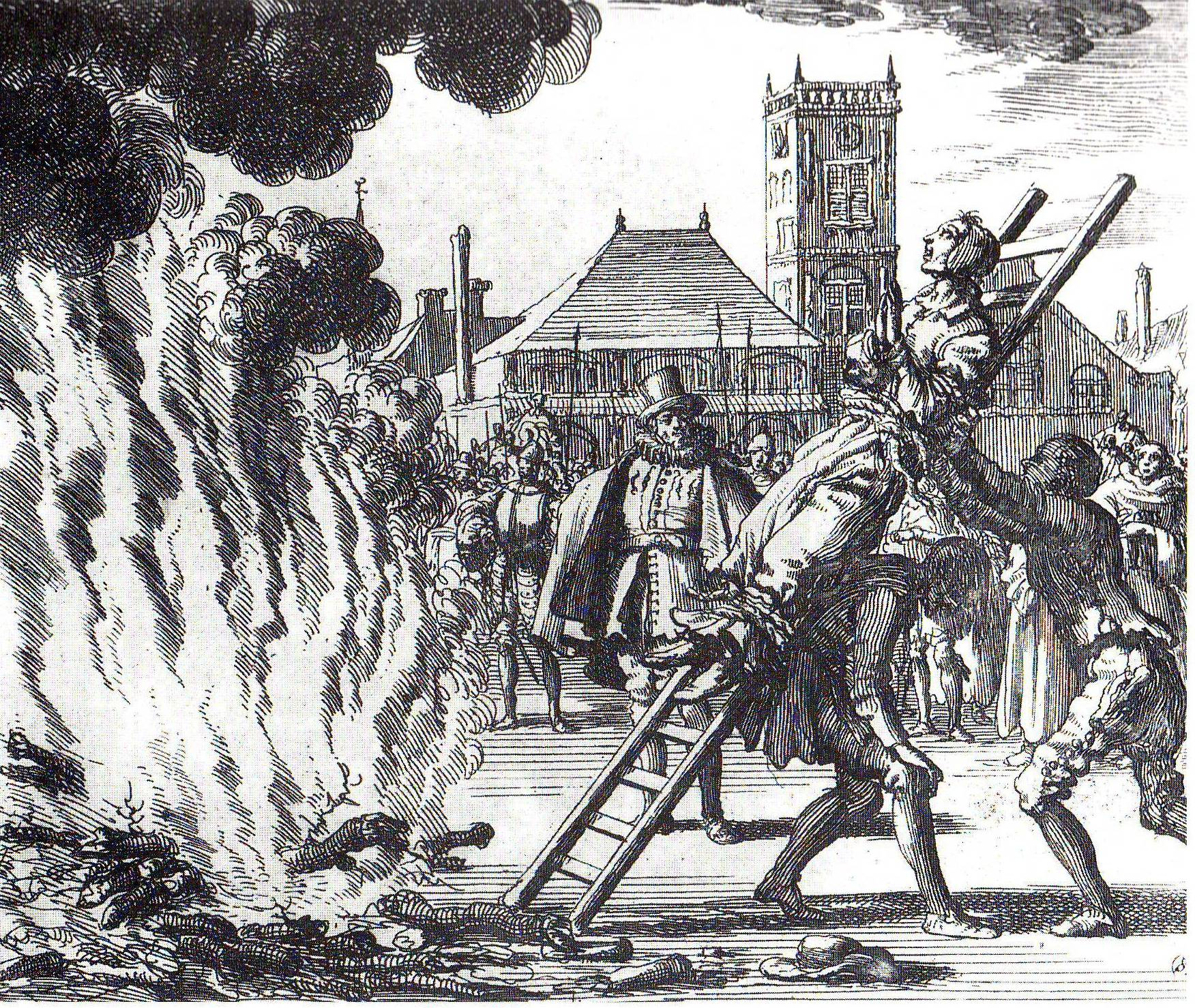
Supplice de Anneken Hendriks, brûlée à Amsterdam en 1571

Comme bon nombre de villes et villages au XVIIe siècle, Ellezelles connut l’Inquisition religieuse et la chasse aux sorcières. En 1610, cinq femmes ellezelloises (Quintine de le Glisserie (38 ans), Agnesse de la Plache (80 ans), Martine de le Vigne (50 ans), Catherine de le Voye (60 ans) et Magdelaine Lestarquy (65 ans)) sont capturées, torturées et exécutées sur le bûcher de la Grand-Place de Lessines, le 26 octobre, pour crimes de sorcellerie. Une autre vague d'exécutions a précédé cet évènement en 1599, Jeanne du Transvoit (70 ans), Donasse le Latteur (56 ans) et Catherine de le Vallee (60 ans) ont subie un sort similaire.
Après la redécouvert de ces évènements dans les archives nationales belges, le professeur et artiste pluridisciplinaire féru de folklore, adepte du folk-art Jacques Vandewattyne (alias « Watkyne ») décida de mettre sur pied un évènement folklorique revalorisant cette facette oubliée de l’histoire locale. Le 1er juillet 1972, eu lieu la première édition du Sabbat des Sorcières d’Ellezelles sur la place du village et, en soirée, sur une butte du hameau de l’Aulnoit. C’est sur ce pré vallonné qu’il avait précédemment réalisé des fouilles archéologiques avec ses élèves de l’Athénée Royal Lucienne Tellier d’Anvaing, pensant avoir affaire à un tumulus romain. Il n’en n’est rien, les expertises ont prouvé que la formation de la mystérieuse butte est d’origine naturelle. Néanmoins, les locaux lui avaient conté que c’est sur ce monticule qu’auraient, selon la légende, été brulées les fameuses sorcières d’Ellezelles.
À l’origine petite fête de village, l’évènement prit de l’ampleur et se modernisa au fil du temps. Depuis 1992, le Sabbat ne condamne plus les sorcières mais au contraire les réhabilite et les valorise. Jacques Vandewattyne décida depuis lors de juger la bêtise humaine plutôt que ces femmes présumées sorcières.
Le lieu du spectacle nocturne changea à plusieurs reprises pour s’établir finalement en 2014 dans un pré du hameau de Camp et Haie où la forte inclinaison du terrain fait office de gradins naturels. Si les activités diurnes de l’évènement de déroulaient avant sur la place du village, au pied de l’église et dans la Rue d’Audenarde, le marché médiéval, fantastique et artisanal ainsi que son lot d’animations prennent place depuis 2023 sur le site de l’administration communale et son petit parc environnant. 
Le Sabbat d’Ellezelles a désormais pour volonté de faire revivre la mémoire collective par le biais d’une grande fête populaire, féérique et fantastique en réhabilitant les sorcières mais également de préserver une tradition bien ancrée dans la région qui fait rayonner le village à l’échelle nationale,.

## Déroulement de la fête
La journée du Sabbat des Sorcières d’Ellezelles se décompose en deux parties festives, la première se déroule l’après-midi, sur le site de l’administration communale, la seconde en soirée et durant la nuit au hameau de Camp et Haie (« l'mareû à Chorchîles », marais des sorcières en picard) où a lieu le Sabbat en tant que tel.

### Partie diurne
Dès 14h, sur le site Saint-Mortier de l’administration communale, diverses compagnies théâtrales ambulantes animent le marché médiéval, fantastique et artisanal aux côtés de groupes musicaux ou de reconstitutions historiques. À partir de 17h, les terribles sorcières d’Ellezelles font leur apparition accompagnées de leur diable, du loup-garou, du vert-bouc, des géantes Quintine et Malfada ainsi que de la Fanfare Royale « Les Amis Réunis » d'Ellezelles, pour amuser et taquiner le public. D’autres groupes de sorcières et macrales belges, comme celui de Stambruges ou d’Ermeton-sur-Biert, sont occasionnellement invités au Sabbat d’Ellezelles où ils accompagnent alors les sorcières locales lors des festivités. Dans la foulée, la « Pichoure » (statue de sorcière créée par Jacques Vandewattyne inspirée du célèbre Manneken-Pis de Bruxelles) offre de la Quintine, une bière de la Brasserie des Légendes d’Irchonwelz produite à Ellezelles. En fin d’après-midi, un grand jet de sortilèges (il s’agit en réalité de bonbons) précède le départ en cortège des sorcières, de la géante Quintine et des spectateurs au son du muchosa, en direction du lieu où sera célébré le spectacle nocturne du Sabbat.

### Partie nocturne
Après une après-midi festive au centre du village, public et acteurs du folklore local se retrouvent dans un grand pré du hameau de Camp et Haie, situé à 2,8 km du centre du village, pour assister au spectacle son et lumières du Sabbat des Sorcières, le grand rendez-vous entre les mégères et leur maître. Après diverses animations musicales d’inspirations médiévales ou pyrotechniques, le diable fait son apparition sur « l'mareû à Chorchîles » à 22h30 ; suivent les sorcières d’Ellezelles et leurs éventuels invités, le loup-garou et le vert-bouc. Au cours de ce Sabbat, elles racontent à Satan leurs péchés commis durant l’année, discutent de l’actualité locale et (inter)nationale, dansent, boivent du philtre magique et dégustent le repas sabbatique. C’est alors qu’arrive la milice bourgeoise, chargée de chasser les sorcières elle y capture 6 d’entre elles dont la jeune Quintine. Après quelques performances de danses, cette dernière y est jugée pour crimes de sorcellerie aux côtés de 5 autres femmes. Le spectacle se termine non par l’exécution de Quintine comme il était autrefois coutume, mais par un discours de réhabilitation des sorcières, ces femmes innocentes qui ont payé de leur vie la bêtise humaine et l’obscurantisme. Un grand feu d’artifices illuminant le ciel du Pays des Collines clôture les festivités sabbatiques.

## Composition du groupe des Sorcières d’Ellezelles
Le groupe des Sorcières d’Ellezelles se compose de différents personnages :
- Une cinquantaine de sorcières (chorchîles en picard local, également appelées macrales dans la région liégeoise) : elles portent une tenue et un masque de vieille femme ainsi que leur ramon (balai). Contrairement aux macrales du Val de Salm (Vielsalm) ou aux sorcières de Stambruges, les sorcières ellezelloises possèdent toutes un masque, un balai et un costume différent. Elles ensorcèlent le public en répétant leur incantation magique : « Houp, houp, riki, rikète, Pad’ zeûr lès haies et lès bouchons, (par-dessus les haies et les buissons). Vole au diâle et co pus long ! (vole jusqu'au diable et encore plus loin) »

- Le diable, habillé d’une longue cape rouge et muni d’une fourche à trois dents, il accompagne et veille sur ses sorcières.
- Le loup-garou, personnage du folklore local, il accompagne les sorcières. Il ne s'agit pas d'un lycanthrope mais d'un homme déguisé avec une peau de bête dans le but d'effrayer ou de taquiner.

- Le vert-bouc, personnage imaginaire local, ce mystérieux bouc au pelage vert guide les sorcières au Sabbat[9]. Il est représenté par un cheval-jupon.
- Quintine, créée en 1973 (puis recréée en 2017), cette géante participe au Sabbat des Sorcières ou le représente lors de ses déplacements[10].

- Malfada, créée en 1998, est une géante de type marionnette articulée, elle participe aux animations diurnes du Sabbat.

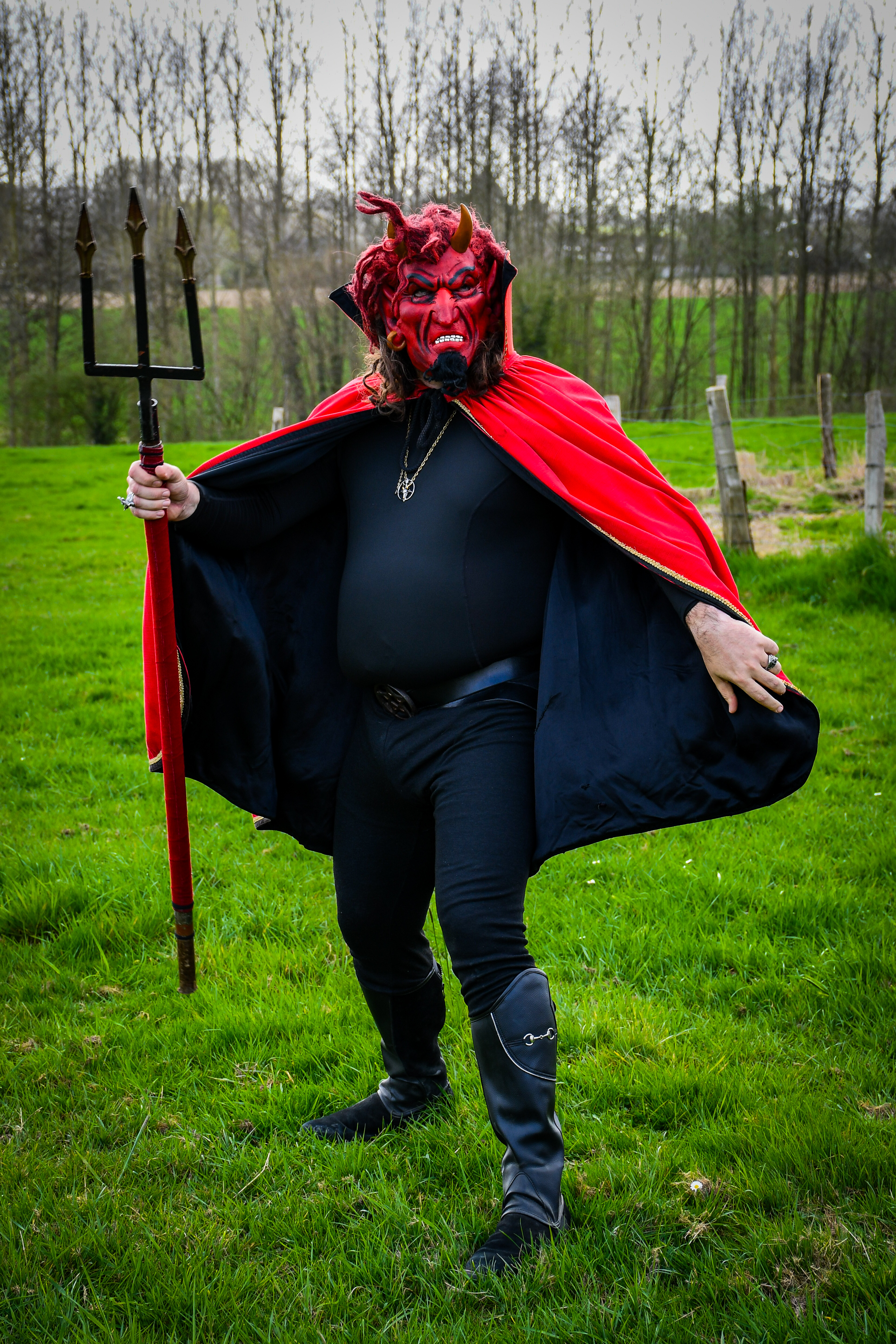
Diable
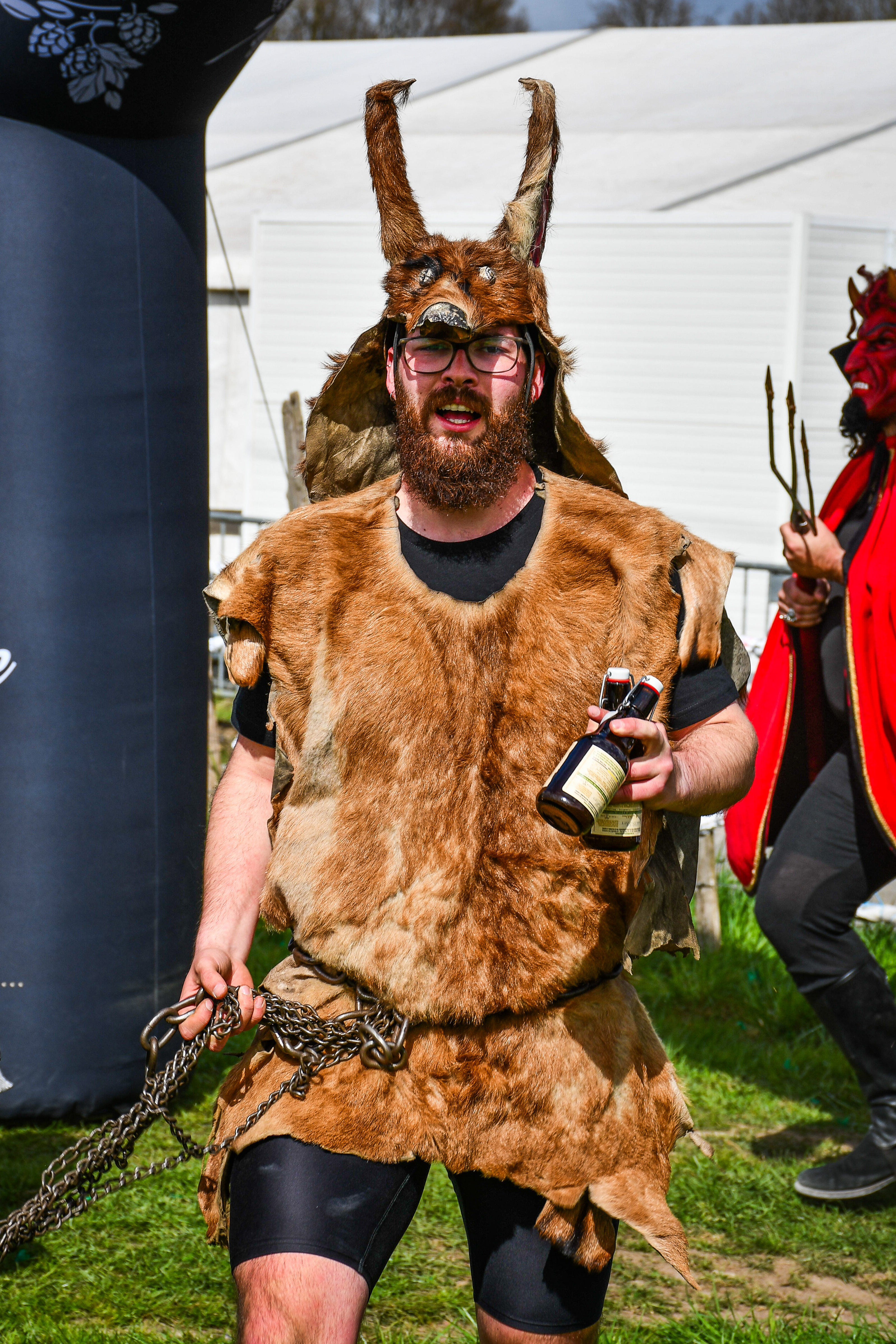
Loup-garou
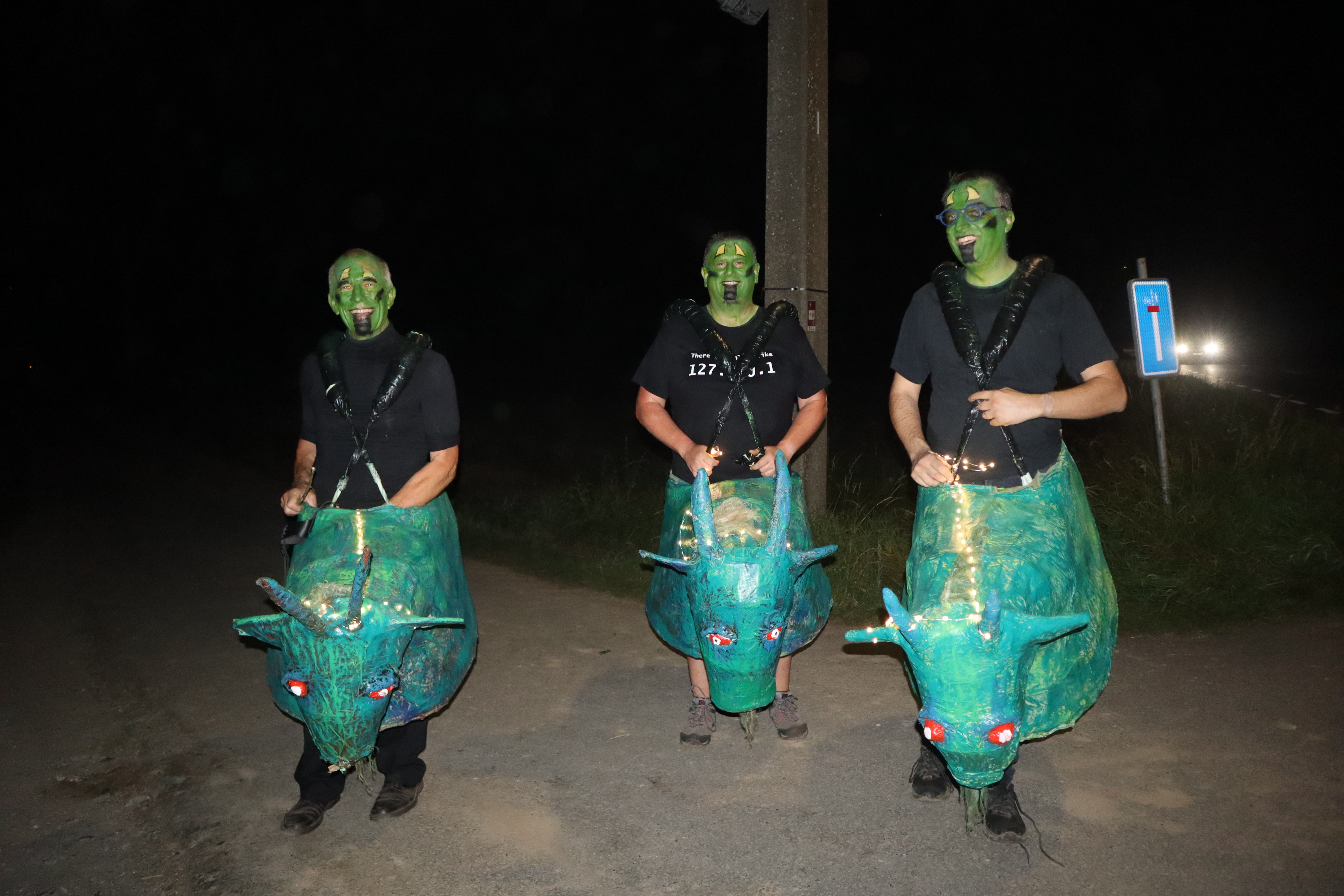
Vert-bouc
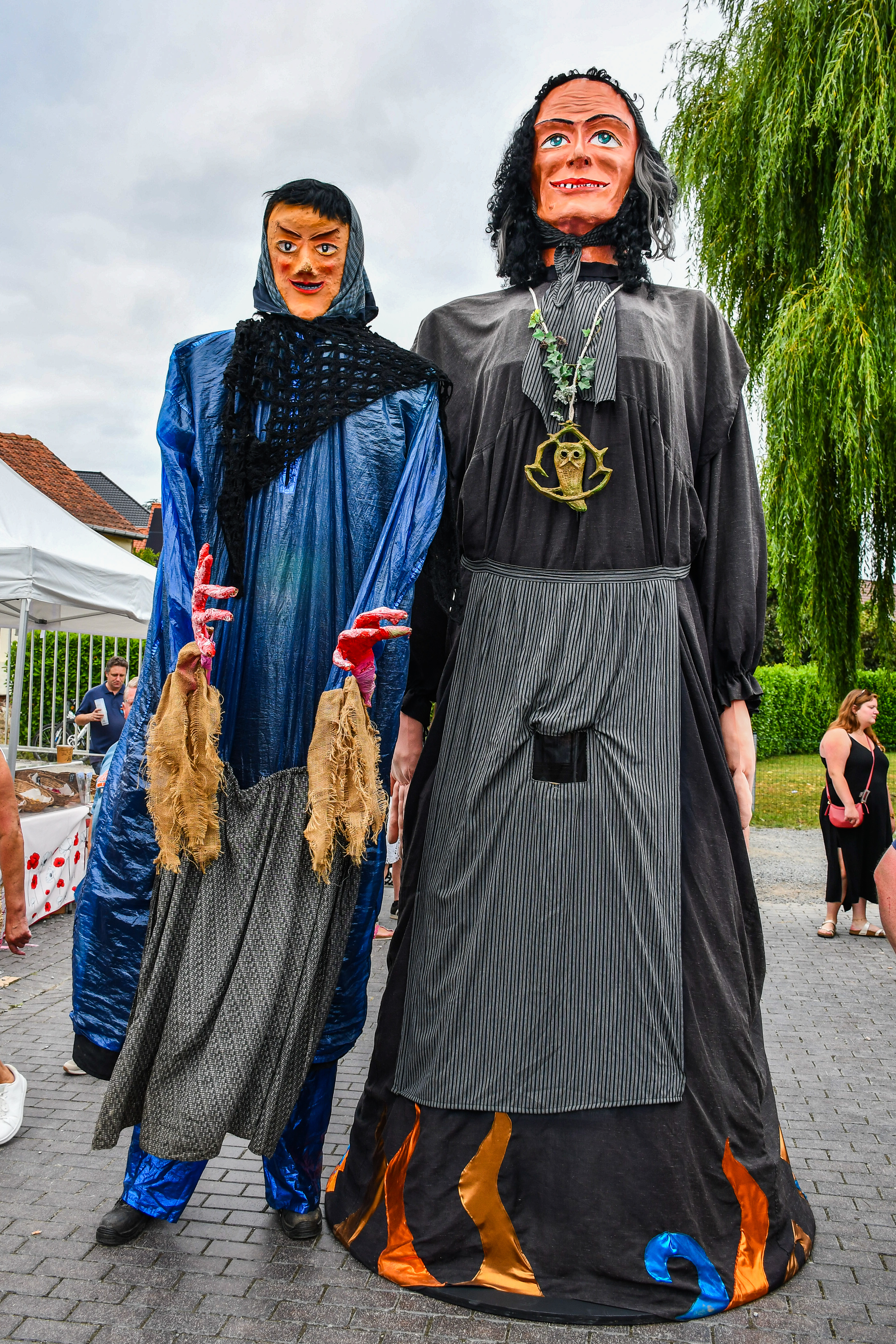
Les géantes Quintine et Malfada
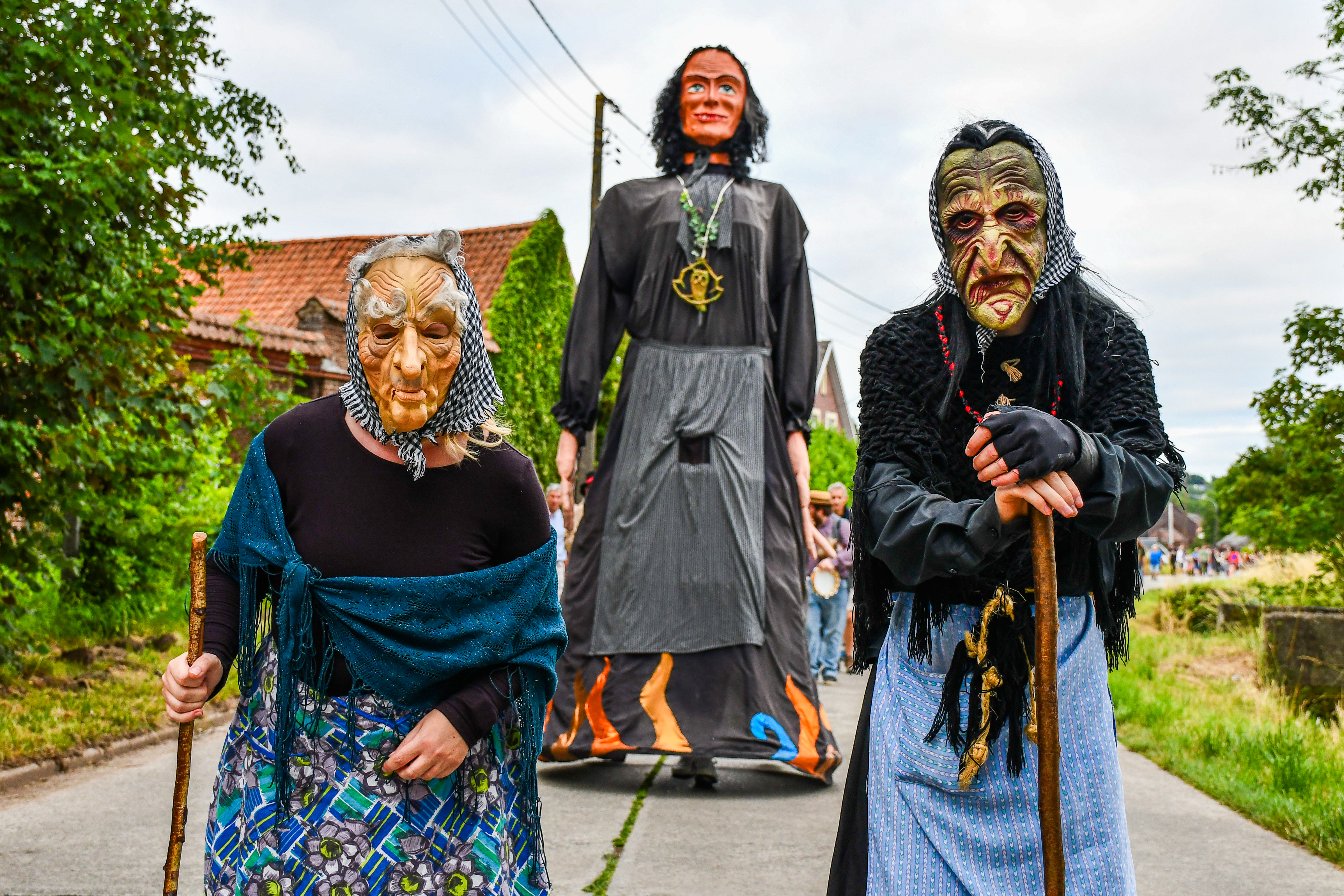
Sorcières et la géante Quintine

## Ordre du Ramon
Dès la première édition du Sabbat des Sorcières en 1972, Jacques Vandewattyne décide de créer un ordre ayant pour but de remercier les personnes qui par leurs actions ou métier, promeuvent le Pays des Collines et en particulier le village d’Ellezelles, son folklore et son terroir. Toute personne méritante pouvait être susceptible d’être intronisé Chevalier de l’Ordre du Ramon (balai) à condition de ne pas être ellezellois. Au cours de la séance d’intronisation, qui avait lieu durant l’après-midi du Sabbat dans la salle Chez Nous, les nouveaux chevaliers de l’année devaient enfiler un fichu, leur médaille, prendre un ramon, boire de la Quintine et manger de la tarte à maton ainsi que prononcer la formule de « la divine Quintine ».

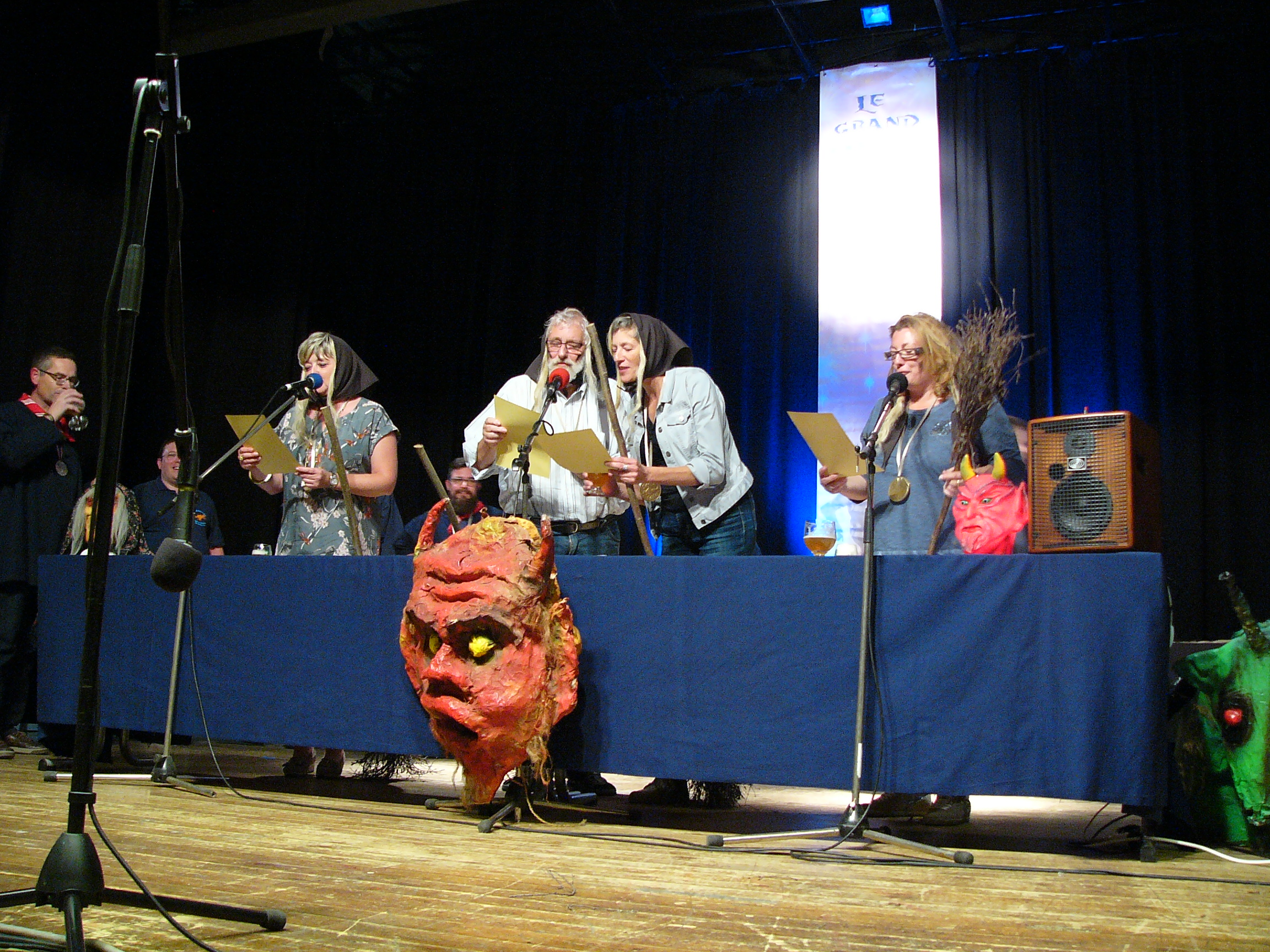
Intronisation de Chevaliers de l'Ordre du Ramon en 2017

Que diable faisais-tu
En Chorchîle revètue
Dans ce chaudron plein
D'un liquide divin ?
Ma mine réjouie
De Chevalier converti
Me donne d'instinct le goût

De m'y plonger itou
L’Ordre du Ramon intronisa au cours de 47 années de nombreuses personnalités telles qu’Ephrem Delmotte, Guy Spitaels, Valmy Féaux, Jean-Paul Vancrombruggen, Rudy Demotte, Michel Lefevre (alias Lariguette), Jeff Bodart, Marc Herman,…
La dernière intronisation des Chevaliers de l'Ordre du Ramon eu lieu le 29 juin 2019, lors du 47e Sabbat des Sorcières. En 2025, une nouvelle intronisation a lieu, celle des "Ambassadeurs". Elle met également à l'honneur les personnes qui ont œuvré à la renommée d'Ellezelles et son Sabbat. 